# Hogna watsoni
Hogna watsoni este o specie de păianjeni din genul Hogna, familia Lycosidae. A fost descrisă pentru prima dată de Gertsch, 1934. Conform Catalogue of Life specia Hogna watsoni nu are subspecii cunoscute.